# Alberto Jonás
Alberto Jonás (Madrid, 1868 - Filadèlfia, 1943) fou un compositor i pianista espanyol, de família alemanya.
Estudià en el Conservatori de la capital d'Espanya i en el de Brussel·les, i després fou deixeble de Rubinstein a Sant Petersburg. Es presentà en públic com a pianista, per primera vegada a Berlín (1891) i després donà concerts per Alemanya, Àustria, Bèlgica, Espanya, Rússia, Anglaterra i Estats Units, sent nomenat el 1894 professor de piano de l'Escola de Música de Michigan i el 1898 director del Conservatori de la mateixa ciutat, càrrec que desenvolupà fins al 1904. També fou professor del Conservatori de Berlín, on tingué com alumna l'estatunidenca Wynne Pyle, dedicant-se després a l'ensenyança particular a Nova York.
Va escriure diverses composicions per a piano, com també melodies vocals, i va traduir al castellà el Tratado de instrumentación de Gevaert.